# Hadona Halli, Shimoga
Hadona Halli là một làng thuộc tehsil Shimoga, huyện Shimoga, bang Karnataka, Ấn Độ.